# Pecos (Texas)
Pecos település az Amerikai Egyesült Államok Texas államában, Reeves megyében, melynek megyeszékhelye is. Lakosainak száma 12 916 fő (2020. április 1.).

## Népesség
A település népességének változása:

| 2010 | 8 780  |
| 2020 | 12 916 |